# Ганнівка (Козельщинська селищна громада)
Га́ннівка — село в Україні, у Козельщинській селищній громаді Кременчуцького району Полтавської області. Населення становить 250 осіб. До 2017 орган місцевого самоврядування — Лутовинівська сільська рада.

## Географія
Село Ганнівка знаходиться біля великого болота в якому бере початок річка Рудька. На відстані 1 км розташоване село Лутовинівка, на відстані 4 км — село Задовга. Поруч з селом проходить газопровід «Союз».

## Історія
12 червня 2020 року, відповідно до розпорядження Кабінету Міністрів України № 721-р «Про визначення адміністративних центрів та затвердження територій територіальних громад Полтавської області», село увійшло до складу Козельщинської селищної громади.
19 липня 2020 року, в результаті адміністративно - територіальної реформи та ліквідації Козельщинського району, село увійшло до складу новоутвореного Кременчуцького району.